# Eriborus exareolatus
Eriborus exareolatus là một loài tò vò trong họ Ichneumonidae.